# إشقيل زغابي
إشقيل زغابي (الاسم العلمي:Scilla villosa) هو نوع من النباتات يتبع جنس الإشقيل من الفصيلة الهليونية.